# Pediatrie
Pediatria este o specialitate medicală care se ocupă cu studiul și tratarea bolilor întâlnite la copii. Tratamentul acestor boli este diferit față de cel al adulților. Specialiștii sunt medicii pediatri.